# Boletín del Colegio de Internos del Instituto de Reus
El Boletín del Colegio de Internos del Instituto de Reus va ser una publicació periòdica que va sortir a Reus els anys 1898 i 1899.

## Història
Era una publicació mensual distribuïda gratuïtament entre els estudiants. El primer número va sortir el 15 de novembre de 1898, i portava una salutació catòlica integrista del professor de religió de l'Institut Ramon Minguell Gasull, director espiritual del Col·legi d'interns. Cada número portava la indicació de què havia passat per la censura eclesiàstica. El contingut era de temàtica religiosa, però incloïa apartats amb referències als alumnes matriculats a l'Institut, articles de divulgació científica, problemes d'aritmètica i de geometria i poemes dels alumnes o d'alguns literats reusencs. El director de l'Institut, Eugeni Mata, hi col·laborava amb alguns articles.

## Característiques tècniques
Tenia format foli i s'imprimia a la Impremta Ferrando, amb una capçalera tipogràfica. Tenia un nombre de pàgines variable, i se sap que va sortir del número 1 al 6. Gras i Elies diu que estava il·lustrada «con profusión de grabados». A la Biblioteca Central Xavier Amorós es conserven els números 1, 2, 3 i 6.
Segons el periòdic Las Circunstancias el número 5 era extraordinari, i dedicat a la Setmana Santa.